# Killa Kela

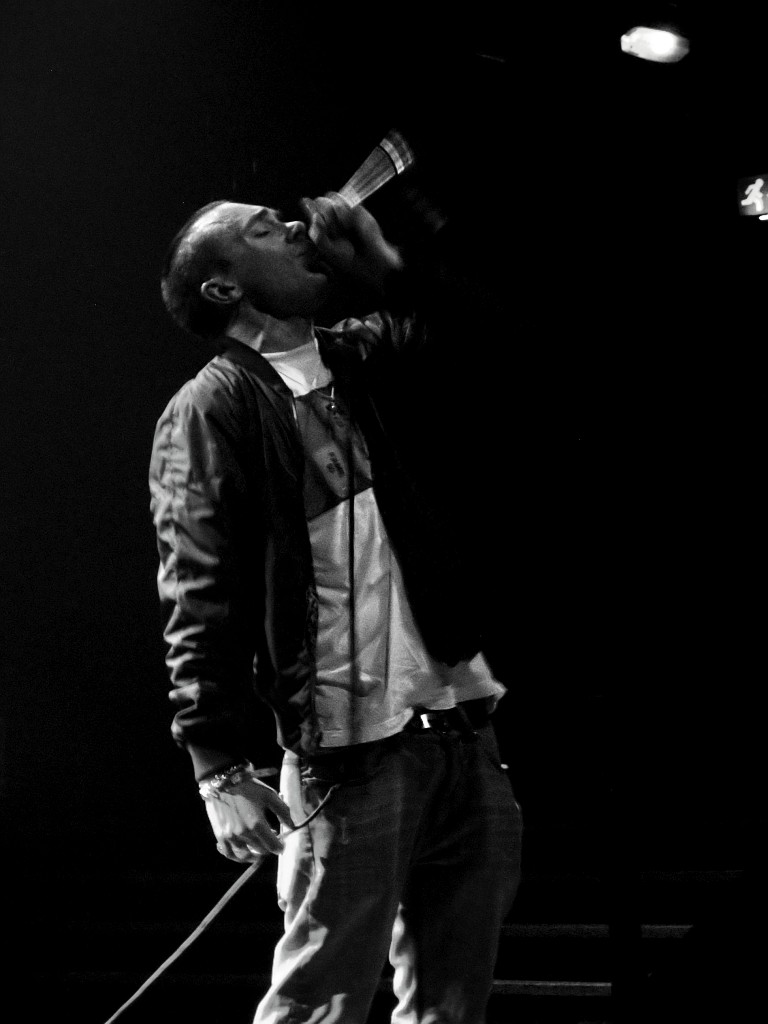
Killa Kela (2007)

Killa Kela (* 1979 in Billingshurst in England; bürgerlich Lee Potter) ist ein britischer Beatboxer.

## Leben
Angefangen hatte er im Alter von 6 oder 7 Jahren, als er noch gar nicht wusste, dass das Nachmachen des Schlagzeugs seines Vaters Beatboxen ist. Er nennt seine Kunst „Multivocalism“ und ist einer derer, die sich nicht auf den reinen Hip-Hop beschränken, sondern allgemein Freude haben an den Geräuschen, die sie produzieren.
Nach dem Album The Permanent Marker folgte die EP For those who joined us mit Features von DJ Vadim, Stereo MCs, The Artful Dodger, Richie Dan und Anderen in limitierter Auflage.
2006 veröffentlichte er sein erstes Major-Album Elocution auf Sony BMG und erreichte Top 70 in den britischen Charts. 

## Diskografie
Alben
- The Permanent Marker (2002)
- For Those Who Joined Us (2004)
- Elocution (2006)
- Ontour Vandamage (2007)
- Amplified (2009)

Singles und EPs
- Heavy Artillery (2000)
- Crop Circles (2001)
- DJ Hype (2002)
- What’s Your Name (2005)
- Rave Of The Future (2005)
- Secrets (2006)
- Reveal Your Innerself (2007)
- Everyday (2009)
- Get A Rise (2009)
- Situation (2009)
- Built Like An Amplifier (2009)